# Jacob Hveding
Jacob Jensen Hveding (født 1736, efter 1786) var en norsk jurist. I perioden 30. juli 1772 til 24. marts 1786 var han lagmand (færøsk: løgmaður) på Færøerne. Hveding overtog embedet efter islændingen Thorkild Fjeldsted. Senere vendte han tilbage til Norge og overtog embedet som lagmand i Stavanger.